# Grilo
Grilo (do latim grillus) são insetos relacionados aos gafanhotos, e mais intimamente relacionados com gafanhotos verdes e grilos do mato (família Tettigoniidae) e wetas (famílias Anostostomatidae e Rhaphidophoridae). Eles têm seu corpo um pouco achatado e longas antenas. Existem cerca de 900 espécies de grilos. Eles tendem a ser noturnos e são frequentemente confundidos com gafanhotos porque possuem uma estrutura corporal semelhante incluindo saltar as patas traseiras. Grilos são inofensivos aos seres humanos.

## Características
Somente os grilos machos produzem sons e o fazem para atrair as fêmeas para a reprodução. Para tanto, os machos possuem uma série de pelos nas bordas de suas asas, alinhados como pentes, e produzem os sons roçando uma asa contra a outra.
Assim cada espécie produz um canto peculiar que varia com a época do ano, e que é mais intenso para atrair a fêmea e mais suave quando ela já está presente e se inicia a fase do cortejo.
A fêmea possui um longo órgão ovopositor característico. Estes insetos são onívoros terrestres e noturnos. Cavam no solo orifícios com até meio metro de profundidade que terminam numa habitação circular. A entrada da toca é mantida sempre limpa porque aí se constitui a zona de canto do macho.
Existem cerca de 900 espécies de grilos ao redor do mundo e muitas vezes estes são confundidos com os gafanhotos, dos quais são bem diferentes, embora aparentados. 

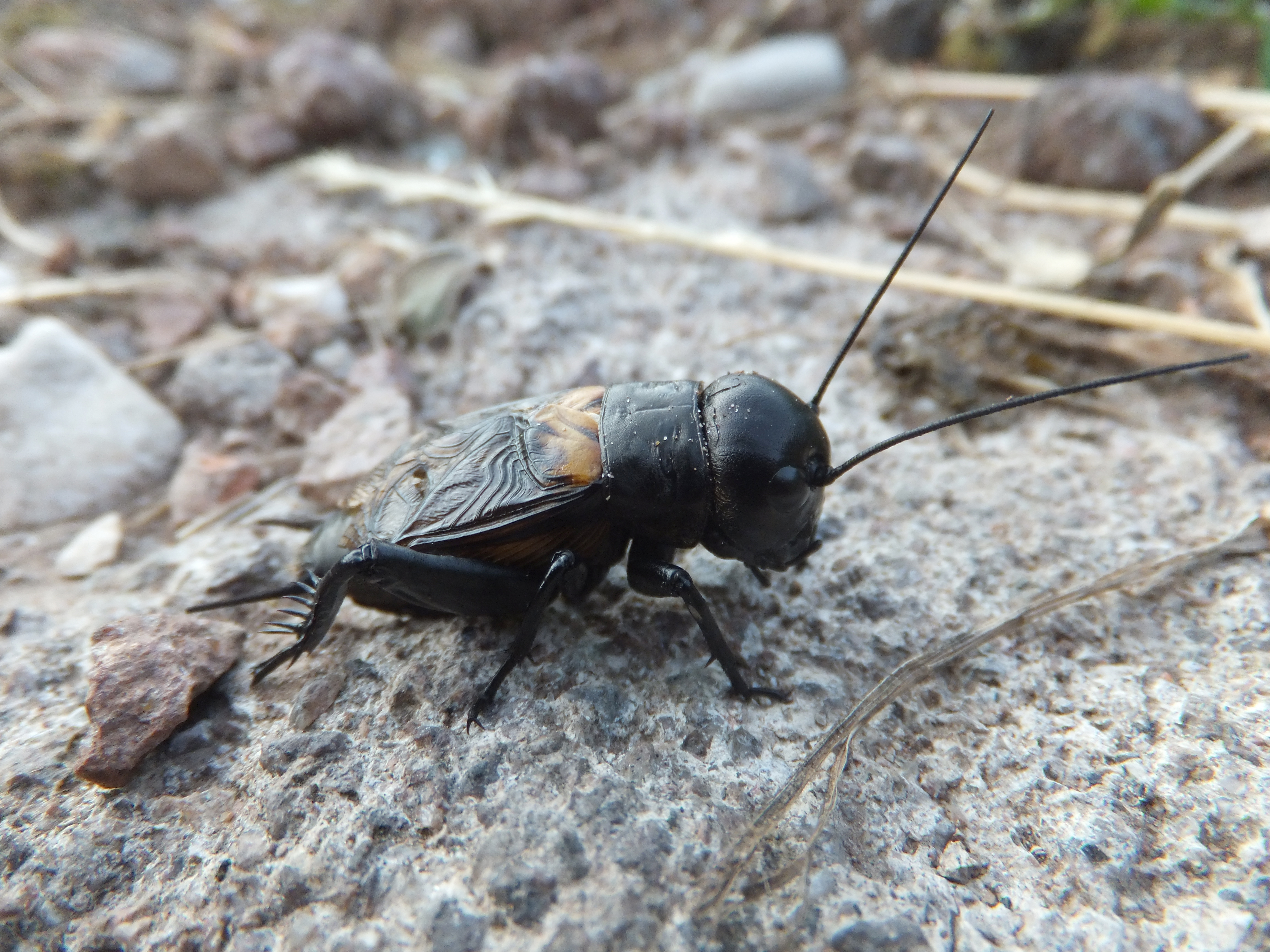
essa é uma outra imagem de um grilo

Sua principal alimentação é de folhas, além de vários tipos de frutas, como banana, maçã,abacate,etc. Legumes, como brócolis, cenoura,etc. Insetos mortos, desde que não possam passar algum tipo de doença          
para o grilo, também são um ótimo alimento.

### Termômetro natural
Em 1897, o físico americano Amos Dolbear, no artigo “The Cricket as a Thermometer”, propôs a teoria de que a temperatura externa determinaria o número de cricris dos grilos, e com isso os grilos poderiam ser considerados termômetros naturais. À época, ele afirmou que deve-se contar a quantidade de cricris dos grilos durante 40 segundos e em seguida adicionar o número 38 ao resultado para obter a temperatura em graus Fahrenheit. Por exemplo: se em 40 segundos você ouvir 30 cricris, adicione 38 e o resultado será 68 °F (20 °C).
De acordo com o almanaque “The Older Farmer’s Almanac”, uma publicação americana editada desde 1792 que contém previsões meteorológicas, tabelas de marés e gráficos de plantio, entre diversos outros assuntos, para se descobrir a temperatura em graus Celsius deve-se contar o número de sons emitidos em 25 segundos, dividir por três e em seguida adicionar o número 4 para obter a temperatura. Exemplo: 48 cricris ÷ 3 + 4 = 20 °C.
Em 2007, a Dr. LeMone Peggy, do GLOBE Program, comprovou cientificamente que o método realmente funciona, mas somente quando a temperatura está acima de 12 graus Celsius, pois os grilos não gostam de namorar no frio.
Com a comprovação, a fórmula expressa no artigo de Amos Dolbear se tornou conhecida como "Lei de Dolbear".

## Animais de estimação
Em algumas culturas os grilos são tomados como animais de estimação. Na China, o pouso de um grilo em uma pessoa significa muita sorte, e em várias partes do mundo eles são consumidos como alimento.
Os grilos são encontrados em diversas partes do mundo, e a criação em cativeiro é feita há mais de mil anos em países como a China, Japão, África do Norte, e Europa Ocidental.

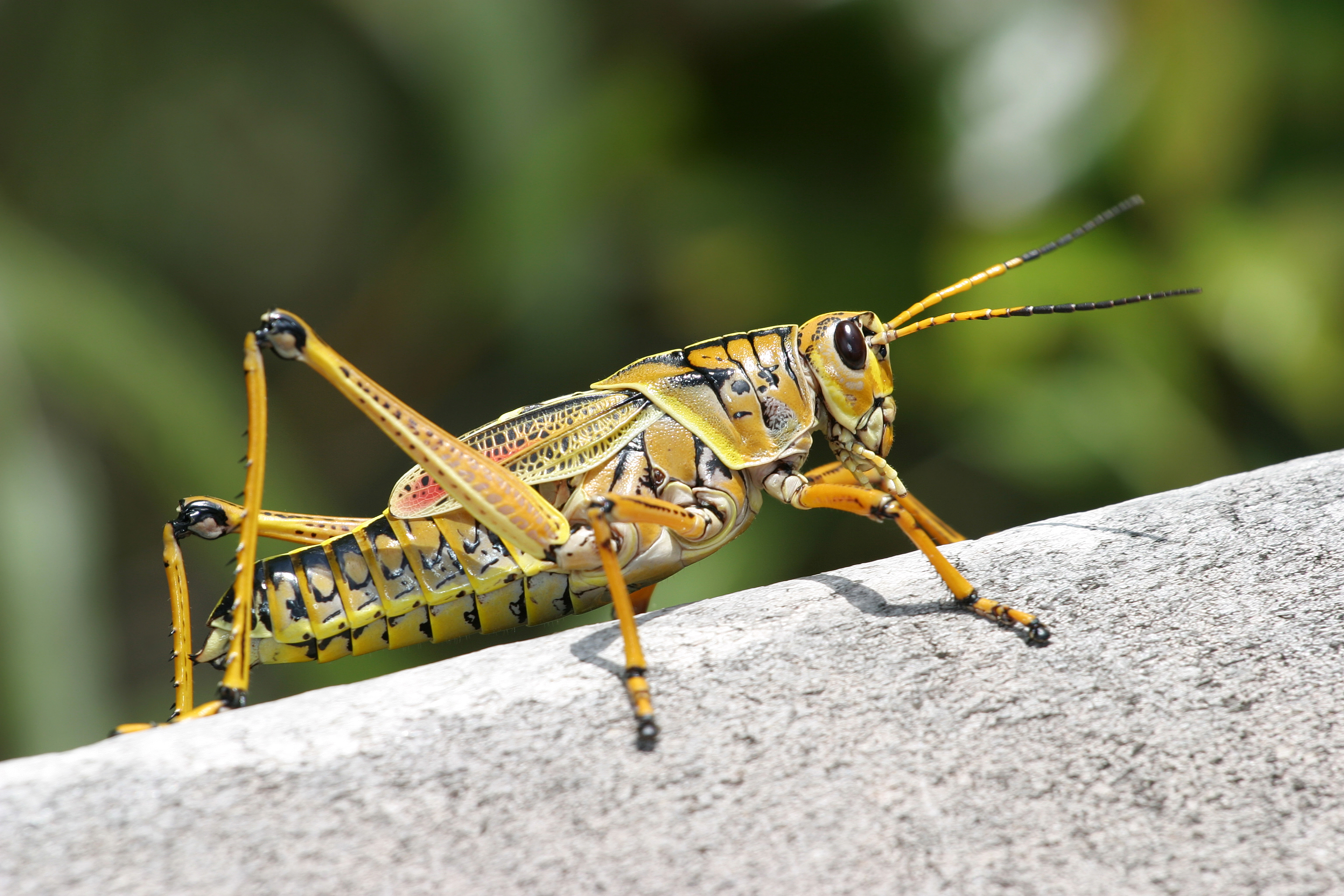
grilos podem ser bem parecidos com gafanhotos que podem ser até confundidos

A maneira como eram criados antigamente lembra e muito a forma como temos nossos pássaros hoje em dia: em nossas residências, colocados em gaiolas ricamente ornamentadas, e com o mais belo canto    possível.
Eram considerados amuletos de boa sorte, e por incrível que pareça criavam-se "grilos-de-briga", que disputavam torneios tão populares como as rinhas de "galos-de-briga".
Os adversários eram deixados por um longo período de jejum e o prêmio do vencedor era poder devorar o oponente.
Atualmente são criados em larga escala em vários países, para serem vendidos como alimento vivo em lojas de animais de estimação, como iscas para pescaria em "pesque-pagues" e como iguaria culinária em restaurantes especializados.
Grilos são insetos muito asseados, sendo fácil criá-los, mas alguns fatores devem ser considerados antes de dar início a uma criação:
- ilos fazem barulho – para minimizar esse problema, uma dica é reduzir o número de machos na caixa de criação (um macho para três fêmeas);
- necessitam de atenção diária, para se verificar a existência de água limpa e comida;
- considere que algumas fugas serão inevitáveis;
- os grilos têm um odor característico.
- podem cometer canibalismo.

## Taxonomia
Subfamílias da família Gryllidae:
- Eneopterinae —
- Gryllinae — grilo comum ou do campo; castanho ou preto; alguns deles, apesar do nome, frequentam casas, como por exemplo o grilo-doméstico (Acheta domesticus)
- Nemobiinae — grilos terrestres
- Oecanthinae — grilos arborícolas; normalmente verdes com asas largas e transparentes; frequentam árvores e arbustos.
- Phalangopsinae
- Podoscirtinae — grilos anómalos
- Pteroplistinae
- Trigonidiinae — grilos de cauda em espada

não confunda grilos com gafanhotos

## Imagens

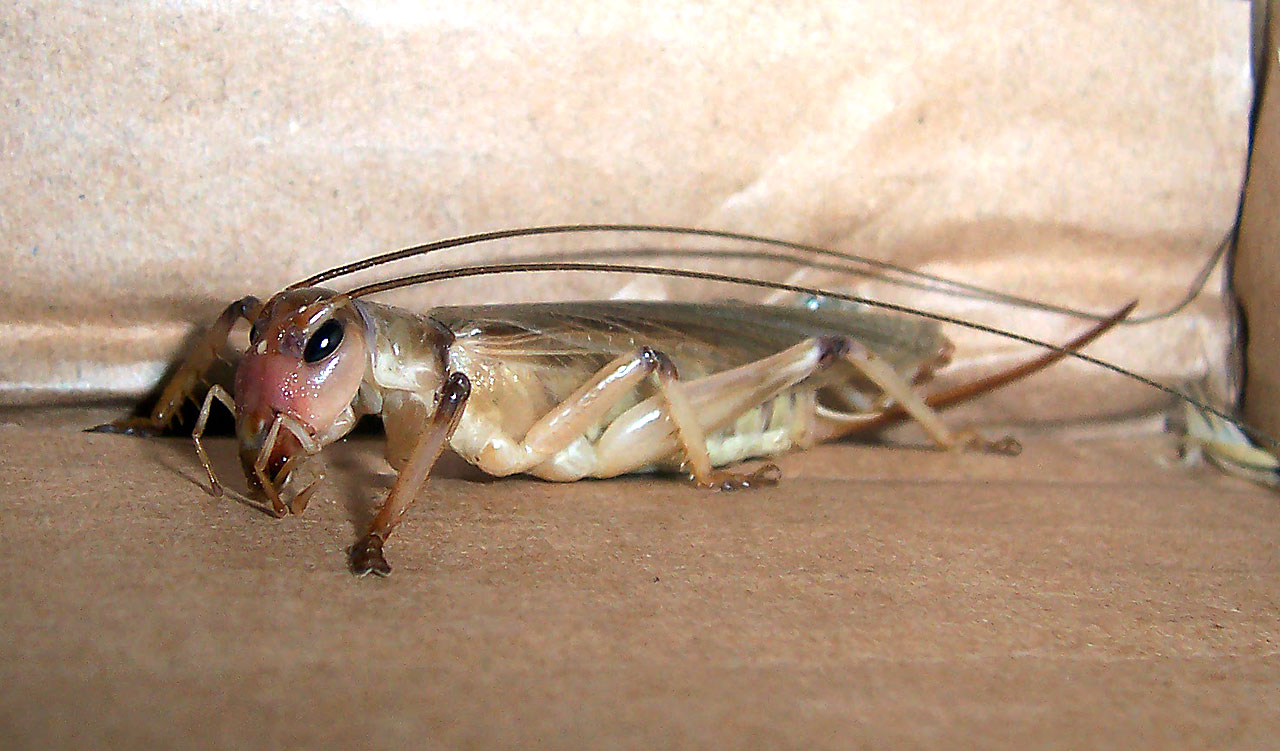
Grilo marrom australiano do campo
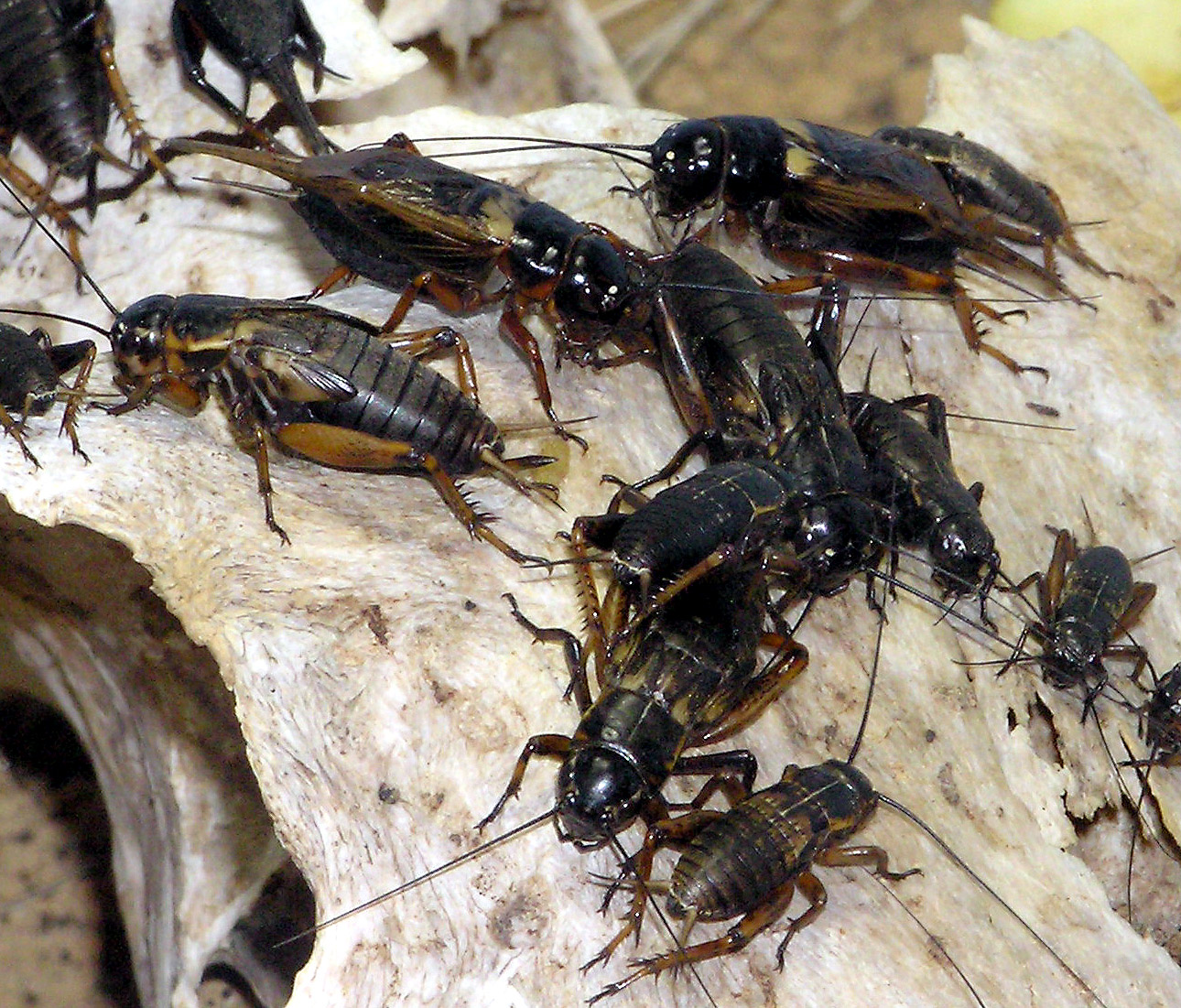
Grilo-africano (Gryllus bimaculatus)
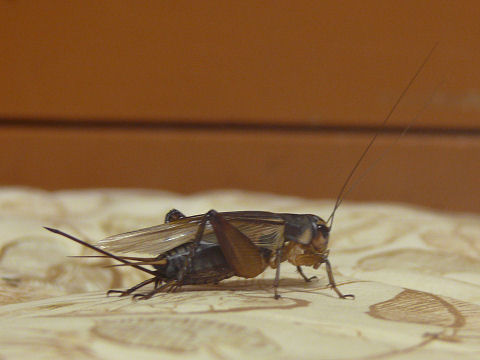
Grilo japonês (Teleogryllus emma)